# Kullavere jõgi
Kullavere jõgi är ett vattendrag i landskapet Jõgevamaa i östra Estland. Den är 53 kilometer lång. Åns nedre del före mynningen i sjön Peipus kallas även Omedu jõgi.